# دواين هيكمان
دواين هيكمان (بالإنجليزية: Dwayne Hickman)‏ هو ممثل أمريكي، ولد في 18 مايو 1934 بلوس أنجلوس في الولايات المتحدة.

## أعمال

### أفلام
- (1965) القط بالو

## وصلات خارجية
- دواين هيكمان على موقع IMDb (الإنجليزية)
- دواين هيكمان على موقع ألو سيني (الفرنسية)
- دواين هيكمان على موقع ميوزك برينز (الإنجليزية)
- دواين هيكمان على موقع أول موفي (الإنجليزية)
- دواين هيكمان على موقع قاعدة بيانات الأفلام السويدية (السويدية)
- دواين هيكمان على موقع إن إن دي بي (الإنجليزية)
- دواين هيكمان على موقع قاعدة بيانات الفيلم (الإنجليزية)
- دواين هيكمان على موقع كينوبويسك (الروسية)